# Hartmut Junghanns
Hartmut Walter Junghanns (* 16. Januar 1953 in Burgstädt) ist ein deutscher Ökonom und Politiker (SED, PDS, Die Linke). Er gehörte kurzzeitig der letzten Volkskammer der DDR an.

## Leben
Junghanns besuchte die Polytechnische und die Erweiterte Oberschule in Burgstädt, 1971 legte er das Abitur ab. Nach seinem Wehrdienst und einer kürzzeitigen Tätigkeit im Zuckerkombinat Güstrow studierte er an der Hochschule für Ökonomie in Berlin-Karlshorst und schloss als Diplom-Außenwirtschaftsökonom ab. 1980 nahm er eine Tätigkeit an der Warnowwerft Warnemünde auf, dort war er unter anderem als Finanzdirektor tätig. In dieser Zeit absolvierte er ein Fernstudium an der Wilhelm-Pieck-Universität Rostock, das er als Schiffsmaschineningenieur abschloss. Von 1992 bis 1998 gehörte er dem Arbeitskreis für Exportfinanzierung und Exportkreditversicherungen des BDI an. 1996 wechselte er nach 16 Jahren in der mittlerweile privatisierten Warnowwerft zur Deutschen Seereederei, danach war er in einer Hamburger Reederei sowie in einer Bonner Firma tätig, in letzterer war er Berater für Qualitätsmanagement und leitender Auditor. 2006 ließ er sich im sächsischen Freiberg nieder und machte sich dort als Unternehmensberater selbstständig.

## Politische Laufbahn
Junghanns trat 1971 in die SED ein. 1990 ging diese in der PDS auf. Bei der Volkskammerwahl 1990 kandidierte er auf Listenplatz 6 der PDS im Wahlkreis Rostock, welcher zunächst nicht für den Einzug in die Volkskammer reichte. Am 31. August 1990 rückte er jedoch für den ausgeschiedenen Hans-Jürgen Hahn ins Parlament nach. Seine Mitgliedschaft währte nur rund einen Monat, durch die Wiedervereinigung wurde die Volkskammer zum 2. Oktober 1990 aufgelöst. Später ging die PDS in der Linken auf, der auch Junghanns als Mitglied angehörte. Bei der Landtagswahl 2009 kandidierte er im Wahlkreis Mittweida 2 (zu dem auch sein Geburtsort Burgstädt gehörte) für das Direktmandat, blieb jedoch erfolglos.